# Монктонский университет
Монктонский университет (фр. Université de Moncton) — главный и единственный франкоязычный университет двуязычной провинции Нью-Брансуик (Канада). Имеет три кампуса-филиала в городах Монктон, Эдмундстон (Нью-Брансуик) и Шиппаган. Язык преподавания французский. Общее количество студентов — около 5.000 человек. Большая часть из них — франко-акадцы, составляющие 32 % населения провинции (около 230 тыс. человек). Небольшое количество студентов — выходцы из стран Франкофонии.

## История
Франкоязычный университет в Нью-Брансуике был основан 19 июня 1963 года по требованию франкоязычного меньшинства в годы так называемой Тихой революции, когда в провинции в один университет были объединены 6 франкоязычных католических колледжей, в первую очередь Колледж Сен-Жозе (фр. Collège Saint-Joseph), Колледж дю Сакре-Кёр де Батурст (фр. Collège du Sacré-Cœur de Bathurst) и Колледж Сен-Луи д’Эдмундстон (фр. Collège Saint-Louis d’Edmundston). Первые три года университет был чисто католическим, руководил им ректор Отец Клеман Кормье (фр. Père Clément Cormier). Через три года после создания, в 1966, университет стал полностью светским.
|  |

## Примечательные факты
В 2000-х годах в университете обучалась дочь президента Мали.